# Monte Globus
El monte Globus (en inglés: Mount Globus) es una montaña que se eleva a 1270 m s. n. m. entre la cresta Fanning y el monte Corneliussen en el extremo oeste de la Cordillera de San Telmo de Georgia del Sur. Un territorio en el Océano Atlántico Sur, cuya soberanía está en disputa entre el Reino Unido el cual las administra como «Territorio Británico de Ultramar de las islas Georgias del Sur y Sandwich del Sur», y la República Argentina que las integra al Departamento Islas del Atlántico Sur, dentro de la Provincia de Tierra del Fuego, Antártida e Islas del Atlántico Sur.
Fue examinado por la South Georgia Survey en el período 1951-1957, y fue nombrado por el Comité Antártico de Lugares Geográficos del Reino Unido por Hvalfangerselskapet Globus A/S, una compañía ballenera noruega fundada en 1924, que utilizó por primera vez el plan patentado por Petter Sorlle para el procesamiento de las ballenas en un barco factoría equipado con una rampa de varada.